# Mierlă

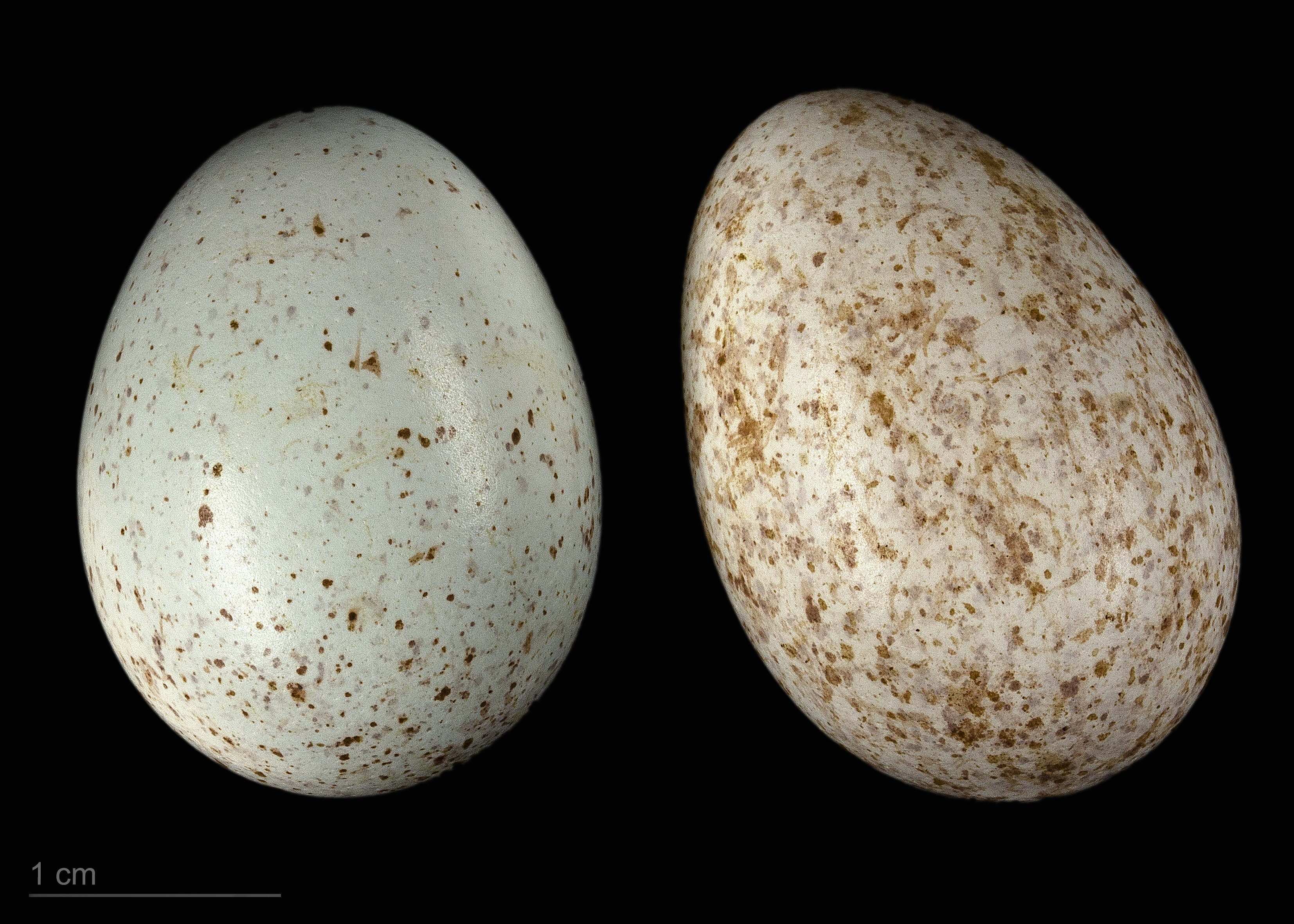
Turdus merula merula - MHNT

Mierla (Turdus merula) este o pasăre cântătoare din genul Turdus, familia Turdidae, care este răspândită în Europa, Asia, Africa de Nord, Australia  și Noua Zeelandă. Ea se hrănește în special cu hrană de origine animală, dar consumă în funcție de anotimp și unele fructe și semințe vegetale. Mierla este clasificată după culoarea penajului sau după dimensiunea corpului.
Astfel se poate aminti „mierla neagră” (Turdus merula merula), la care masculul are culoarea neagră ciocul galben și ochelari (inel în jurul ochilor) portocalii.
În trecut, mierla era o pasăre de pădure, însă, începând cu secolul XIX, prin apariția parcurilor, a început să trăiască prin grădini, în apropierea omului. Exemplarele de la noi sunt sedentare. În România, pot apărea în timpul iernii exemplare din regiunile muntoase carpatine sau din zonele nordice ale Europei. Populațiile care migrează ajung iarna în nordul Africii și sud-vestul Asiei.